# Nederlands kampioenschap waterpolo dames
Sinds 1920 wordt gestreden om het landskampioenschap waterpolo van Nederland bij de dames. De landskampioen wordt bepaald door middel van play-off wedstrijden aan het eind van de competitie.

## Nederlandse landskampioenen Dames
| Seizoen   | Club      |
| --------- | --------- |
| 1919-1920 | HDZ       |
| 1920-1921 | HDZ       |
| 1921-1922 | HDZ       |
| 1922-1923 | HDZ       |
| 1923-1924 | RDZ       |
| 1924-1925 | RDZ       |
| 1925-1926 | HDZ       |
| 1926-1927 | HDZ       |
| 1927-1928 | HZ&PC     |
| 1928-1929 | HZ&PC     |
| 1929-1930 | HZ&PC     |
| 1930-1931 | HZ&PC     |
| 1931-1932 | RDZ       |
| 1932-1933 | HDZ       |
| 1933-1934 | HDZ       |
| 1934-1935 | HZ&PC     |
| 1935-1936 | HZ&PC     |
| 1936-1937 | HZ&PC     |
| 1937-1938 | ADZ       |
| 1938-1939 | HZ&PC     |
| 1939-1940 | HZ&PC     |
| 1940-1941 | HZ&PC     |
| 1941-1942 | UZC       |
| 1942-1943 | Zian      |
| 1943-1944 | -         |
| 1944-1945 | -         |
| 1945-1946 | De Robben |

| Seizoen   | Club          |
| --------- | ------------- |
| 1946-1947 | De Robben     |
| 1947-1948 | -             |
| 1948-1949 | De Robben     |
| 1949-1950 | De Robben     |
| 1950-1951 | De Robben     |
| 1951-1952 | De Robben     |
| 1952-1953 | De Robben     |
| 1953-1954 | De Robben     |
| 1954-1955 | De Robben     |
| 1955-1956 | De Robben     |
| 1956-1957 | De Robben     |
| 1957-1958 | De Robben     |
| 1958-1959 | De Robben     |
| 1959-1960 | De Robben     |
| 1960-1961 | De Robben     |
| 1961-1962 | De Robben     |
| 1962-1963 | De Robben     |
| 1963-1964 | De Robben     |
| 1964-1965 | De Robben     |
| 1965-1966 | HZC           |
| 1966-1967 | De Robben     |
| 1967-1968 | De Robben     |
| 1968-1969 | De Robben     |
| 1969-1970 | De Robben     |
| 1970-1971 | De Robben     |
| 1971-1972 | HZC De Robben |
| 1972-1973 | HZC De Robben |

| Seizoen   | Club            |
| --------- | --------------- |
| 1973-1974 | HZC De Robben   |
| 1974-1975 | HZC De Robben   |
| 1975-1976 | DSZ             |
| 1976-1977 | DSZ             |
| 1977-1978 | DSZ             |
| 1978-1979 | Het Gooi        |
| 1979-1980 | Het Gooi        |
| 1980-1981 | Het Gooi        |
| 1981-1982 | Het Gooi        |
| 1982-1983 | Het Gooi        |
| 1983-1984 | Het Gooi        |
| 1984-1985 | Donk            |
| 1985-1986 | De Vuursche     |
| 1986-1987 | Donk            |
| 1987-1988 | Donk            |
| 1988-1989 | ZWV Nereus      |
| 1989-1990 | Donk            |
| 1990-1991 | BZC Brandenburg |
| 1991-1992 | Donk            |
| 1992-1993 | ZWV Nereus      |
| 1993-1994 | ZWV Nereus      |
| 1994-1995 | ZWV Nereus      |
| 1995-1996 | ZWV Nereus      |
| 1996-1997 | ZWV Nereus      |
| 1997-1998 | Donk            |
| 1998-1999 | Donk            |
| 1999-2000 | Het Ravijn      |

| Seizoen   | Club            |
| --------- | --------------- |
| 2000-2001 | ZWV Nereus      |
| 2001-2002 | Polar Bears     |
| 2002-2003 | Het Ravijn      |
| 2003-2004 | Polar Bears     |
| 2004-2005 | GZC Donk        |
| 2005-2006 | BZC Brandenburg |
| 2006-2007 | Polar Bears     |
| 2007-2008 | Het Ravijn      |
| 2008-2009 | Polar Bears     |
| 2009-2010 | Polar Bears     |
| 2010-2011 | GZC Donk        |
| 2011-2012 | Het Ravijn      |
| 2012-2013 | Het Ravijn      |
| 2013-2014 | ZVL             |
| 2014-2015 | GZC DONK        |
| 2015-2016 | ZVL-BAM         |
| 2016-2017 | UZSC            |
| 2017-2018 | Polar Bears     |
| 2018-2019 | GZC Donk        |
| 2019-2020 | Geen kampioen   |
| 2020-2021 | Polar Bears     |
| 2021-2022 | Polar Bears     |
| 2022-2023 | ZV De Zaan      |
| 2023-2024 | ZV de Zaan      |
| 2024-2025 | GZC Donk        |

## Meeste titels per club
| Club                           | Aantal | Seizoenen |
| ------------------------------ | ------ | --- |
| HZC de Robben                  | 29     | 1945-1946, 1946-1947, 1948-1949, 1949-1950, 1950-1951, 1951-1952, 1952-1953, 1953-1954, 1954-1955, 1955-1956, 1956-1957, 1957-1958, 1958-1959, 1959-1960, 1960-1961, 1961-1962, 1962-1963, 1963-1964, 1964-1965, 1965-1966, 1966-1967, 1967-1968, 1968-1969, 1969-1970, 1970-1971, 1971-1972, 1972-1973, 1973-1974, 1974-1975 |
| GZC Donk                       | 12     | 1984-1985, 1986-1987, 1987-1988, 1989-1990, 1991-1992, 1997-1998, 1998-1999, 2004-2005, 2010-2011, 2014-2015, 2018-2019, 2024-2025 |
| HZ Zian                        | 11     | 1927-1928, 1928-1929, 1929-1930, 1930-1931, 1934-1935, 1935-1936, 1936-1937, 1938-1939, 1939-1940, 1940-1941, 1942-1943 |
| ZV De Zaan/ZWV Nereus          | 9      | 1988-1989, 1992-1993, 1993-1994, 1994-1995, 1995-1996, 1996-1997, 2000-2001, 2022-2023, 2023-2024 |
| HDZ                            | 8      | 1919-1920, 1920-1921, 1921-1922, 1922-1923, 1925-1926, 1926-1927, 1932-1933, 1933-1934 |
| Polar Bears                    | 8      | 2001-2002, 2003-2004, 2006-2007, 2008-2009, 2009-2010, 2017-2018, 2020-2021, 2021-2022 |
| Het Gooi                       | 6      | 1978-1979, 1979-1980, 1980-1981, 1981-1982, 1982-1983, 1982-1984 |
| Het Ravijn                     | 5      | 1999-2000, 2002-2003, 2007-2008, 2011-2012, 2012-2013 |
| RDZ                            | 3      | 1923-1924, 1924-1925, 1931-1932 |
| DSZ                            | 3      | 1975-1976, 1976-1977, 1977-1978 |
| ZVL                            | 2      | 2013-2014, 2015-2016 |
| BZC Brandenburg                | 2      | 1990-1991, 2005-2006 |
| ADZ                            | 1      | 1937-1938 |
| UZC                            | 1      | 1941-1942 |
| De Vuursche                    | 1      | 1985-1986 |
| UZSC                           | 1      | 2016-2017 |
| Totaal aantal kampioenschappen | 102    | |